# Christoph August Tiedge
Christoph August Tiedge, född den 14 december 1752 i Gardelegen, död den 8 mars 1841 i Dresden, var en tysk skald.
Tiedge var länge följeslagare och förtrogen med Elisa von der Recke och diktade under intryck från Friedrich von Schiller den filosofiska lärodikten Urania 1801,  i vilken han med stor värme och välljudande, högstämd diktion framhäver idéerna om Gud, odödlighet, frihet och dygd. Dikten blev oerhört populär på sin tid men glömdes sedan bort.
I flera av sina visor påminner Tiedge om Gleim och i sina elegier om Matthisson. Hans kompositioner visade inte sällan retorik och svärmisk oklarhet. Tiedge fick en stiftelse i Dresden för stöd till skalder och konstnärer uppkallad efter sig.